# 1988年夏季残疾人奥林匹克运动会埃及代表团
1988年夏季残疾人奥林匹克运动会埃及代表团是埃及派出的1988年夏季残疾人奥林匹克运动会代表团。获得1枚金牌、3枚银牌和3枚铜牌。